# Giambattista Collacchioni
Giambattista Collacchioni (Sansepolcro, 4 luglio 1814 – Sansepolcro, 30 luglio 1895) è stato un politico italiano.